# Торе Пасери (Бергамо)
Торе Пасери је насеље у Италији у округу Бергамо, региону Ломбардија.
Према процени из 2011. у насељу је живело 106 становника. Насеље се налази на надморској висини од 151 м.